# Bundesautobahn 571
Pour les articles homonymes, voir A571 et Autoroute A571.
La Bundesautobahn 571 est une Bundesautobahn dans le Land de Rhénanie-Palatinat.

## Géographie
L'A 571 part de l'échangeur autoroutier de Sinzig sur la Bundesautobahn 61 en passant par Sinzig-Löhndorf jusqu'à Ehlingen dans le quartier de Heimersheim à Bad Neuenahr-Ahrweiler.
L'A 571 sert de desserte à l'A 61 pour Bad Neuenahr-Ahrweiler et Sinzig.

## Histoire
L'A 571 est initialement destinée à relier l'A 61 au projet de la prolongation de la Bundesautobahn 31. Comme ces plans ne furent jamais mis en œuvre, il n'y a qu'une seule boucle à partir du triangle autoroutier prévu de Bad Bodendorf qui mène à la Bundesstraße 266 à quatre voies. Le tronçon vers Ehlingen est uniquement indiqué comme autoroute. Les carrefours d'Ehlingen et de Löhndorf ne sont développés que sous forme de demi-jonctions.
Lors des inondations de juillet 2021 en Europe, l'A 571 est gravement endommagée.